# Филип Вуянович
Филип Вуянович (чорн. Filip Vujanović, Филип Вујановић; нар. 1 вересня 1954, Белград, НРС, ФНРЮ) — президент Чорногорії (2003—2018).

## Біографія
- 1978 року закінчив курс юридичного факультету Белградського університету.
- З березня 1978 року по листопада 1980 — співробітник муніципальної та окружної прокуратури в Белграді.
- З листопада 1980 року по січня 1981 — секретар суду в окружному суді Тітограда.
- У 1982–1993 роках провадив адвокатську діяльність.
- З березня 1993 року по травень 1995 — міністр юстиції Чорногорії.
- У 1995–1998 роках — міністр внутрішніх справ Чорногорії.
- З 5 лютого 1998 року по 5 листопада 2002 — Голова Уряду Чорногорії.
- З 5 листопада 2002 — голова Скупщини Чорногорії.
- 11 травня 2003 обраний президентом Чорногорії.
- З 22 травня 2003 — президент Чорногорії.
- У травні 2006 року була проголошена незалежність Чорногорії.
- 7 квітня 2013 — на виборах plj,ed 51,2 % голосів і був переобраний президентом на новий термін.

## Нагороди
- Лауреат премії Міжнародного фонду єдності православних народів «За видатну діяльність зі зміцнення єдності православних народів. за затвердження та просування християнських цінностей у житті суспільства» імені Святішого Патріарха Алексія II за 2008 рік (Росія, 2009)[2].

## Сім'я
Одружений, троє дітей. Син — Данило, дочки — Тетяна та Ніна.